# Henric Holmberg
Sven Martin Henric Holmberg, född 4 januari 1946 i Växjö, är en svensk skådespelare, manusförfattare och teaterregissör.

## Biografi
Holmberg växte upp i samhället Mistelås. Han kom i kontakt med teatern via Riksteaterns föreställningar i Växjö. Under gymnasietiden spelade han amatörteater i gymnasieföreningen Heimdall. Han flyttade till Lund för studier och anställdes senare som amanuens vid avdelningen Drama-teater-film vid Litteraturhistoriska institutionen. 1967 började han Lunds Studentteater och hade planer på att söka till Scenskolan, vilket han dock aldrig gjorde. År 1968 medverkade han i en föreställning med Teater Narren. 1973 bildade han Musikteatergruppen Oktober tillsammans med Eva Remaeus, Anders Granström, Jan Lindell och Ninne Olsson. Vintern 1973 turnerade gruppen med föreställningen Det finns en aldrig avslutad sång och 1974 fick man sitt genombrott med Sven Klangs kvintett. Den senare filmatiserades 1976 som Sven Klangs kvintett. 1978 flyttade Oktober och Holmberg till Södertälje där man gjorde ett flertal uppmärksammade föreställningar. Holmberg lämnade sällskapet 1984 och engagerades i stället vid Unga Klara. Från 1992 har han varit verksam vid Backa teater i Göteborg.
Han filmdebuterade 1975 i Tage Danielssons Släpp fångarne loss – det är vår!. Genombrottet kom i rollen som Kennet Persson i Sven Klangs kvintett 1976. 1990 spelade han byråkrat i filmen Bulan och 1998 detsamma i TV-serien När karusellerna sover.
Som regissör har Holmberg gjort ett flertal uppsättningar. Under 1990-talet satte han upp kammaroperor på Atalante och musikteaterföreställningen Hack med Sångensemblen Amanda på Folkteatern. Han har också regisserat flera teaterkonserter, däribland Povelshow med Povel Ramel, Göteborgs symfoniorkester och Amanda. 2007 regisserade han I väntan på Godot på Göteborgs Stadsteater.
Holmberg har givit ut två självbiografiska böcker: En sorts skådespelare (2000) och Verksamhetsberättelser (2020). 2020 gav han ut Dom spelar fel: min essä om Sjostakovitj. Han har skrivit flera egna lyriska produktioner, till exempel Ekelöf spelade inte marimba (2004) och tillsammans med musikern Stefan Forssén En promenad i Oscar Levertins sällskap och Trosbekännelse för tvivlare (kyrkor i Göteborg 2006). Han föreläser på teaterhögskolor och universitet och leder sedan 2005 den offentliga workshopen Ordverkstan på Göteborgs Stadsteater.
Holmberg har belönats med flera priser. 1994 mottog han Svenska Akademiens Carl Åkermarks stipendium och 2002 Svenska Dagbladets Thaliapris för regin av Lars Noréns Tiden är vårt hem på Skillinge Teater. 2004 erhöll han Prix Italia för sitt radioprogram Dom spelar fel och 2012 Västra Götalandsregionens kulturpris med den inledande motiveringen: "En stor teaterman av i går, i dag och i morgon".

## Filmografi
- 1975 – Släpp fångarne loss – det är vår!
- 1976 – Sven Klangs kvintett
- 1977 – Måndagarna med Fanny
- 1978 – Tältet
- 1980 – Prins Hatt under jorden
- 1981 – Babels hus (TV-serie)
- 1982 – Ingenjör Andrées luftfärd
- 1983 – Katy
- 1984 – Den oändliga historien
- 1985 – 1985. Vad hände katten i råttans år?
- 1985 – Rörande granars inverkan på människors sinnesfrid
- 1986 – Bröderna Mozart
- 1986 – På liv och död
- 1986 – Skånska mord (TV-serie)
- 1988 – Livsfarlig film
- 1989 – Peter och Petra
- 1990 – Bulan
- 1990 – Sjung i bedrövelsens mörker
- 1991 – Trappen (TV-serie)
- 1992 – Karlsvognen
- 1993 – Macklean (TV-serie)
- 1994 – Frihetens skugga (TV-serie)
- 1995 – En på miljonen
- 1995 – Stannar du så springer jag
- 1996 – Gisslan
- 1996 – Romeo och Julia
- 1997 – Snoken (TV-serie)
- 1998 – När karusellerna sover (TV-serie)
- 1999 – Hälsoresan – En smal film av stor vikt
- 1999 – Tsatsiki, morsan och polisen
- 2002 – Bear's Kiss
- 2002 – Cleo (TV-serie)
- 2003 – Solisterna (TV-serie)
- 2005 – Den fjärde kungen
- 2005 – En decemberdröm (TV-serie)
- 2005 – Häktet (TV-serie)
- 2005 – Jag tänker på mig själv – och vänstern
- 2009 – Flickan
- 2011 – Den bästa utsikten
- 2012 – Dom över död man
- 2013 – Monologen
- 2020 – Se upp för Jönssonligan

## Filmmanus
- 1976 – Sven Klangs kvintett

## Teater

### Roller (ej komplett)
| År   | Roll               | Produktion                                                                        | Regi              | Teater                |
| ---- | ------------------ | --------------------------------------------------------------------------------- | ----------------- | --------------------- |
| 1983 |                    | Kontrabasen                                                                       |                   | Oktoberteatern        |
| 1986 |                    | Affären Danton                                                                    |                   | Unga Klara            |
| 1996 | Amman              | Romeo och Julia William Shakespeare                                               | Alexander Öberg   | Backa teater          |
| 1999 |                    | Via Dolorosa                                                                      |                   | Göteborgs stadsteater |
| 2000 | Domaren            | Rannsakningen                                                                     |                   | Riksteatern           |
| 2001 | Hitler             | Albert Speer David Edgar                                                          |                   | Göteborgs stadsteater |
| 2002 | Ariel              | Stormen William Shakespeare                                                       |                   | Göteborgs stadsteater |
| 2003 |                    | Fångarnas dilemma David Edgar                                                     | Jasenko Selimović | Göteborgs stadsteater |
| 2004 |                    | Dantes gudomliga komedi Niklas Rådström efter Dante Alighieri                     | Etienne Glaser    | Göteborgs stadsteater |
| 2005 |                    | Måsen Anton Tjechov                                                               | Carolina Frände   | Göteborgs Stadsteater |
| 2005 | Advokaten          | Ett drömspel August Strindberg                                                    | Etienne Glaser    | Göteborgs stadsteater |
| 2006 |                    | Rosens namn Umberto Eco                                                           | Jasenko Selimović | Göteborgs Stadsteater |
| 2007 | Victor Palm, bonde | Bröllopsbesvär Stig Larsson efter Stig Dagerman                                   | Johan Wahlström   | Göteborgs stadsteater |
| 2007 | Designsamordnaren  | Stjärnan över Lappland Göran Tunström                                             |                   | Göteborgs stadsteater |
| 2007 | Storinkvisitorn    | Don Carlos Friedrich Schiller                                                     | Eva Bergman       | Göteborgs stadsteater |
| 2008 |                    | Sista dansen Carin Mannheimer                                                     | Carin Mannheimer  | Göteborgs stadsteater |
| 2009 |                    | Goya                                                                              |                   | Göteborgsoperan       |
| 2009 |                    | Sista dansen                                                                      |                   | Göteborgs stadsteater |
| 2010 |                    | Familjen Tracy Letts                                                              | Peter Dalle       | Göteborgs stadsteater |
| 2010 |                    | Babel                                                                             |                   | Göteborgs stadsteater |
| 2012 |                    | Bibeln                                                                            |                   | Göteborgs stadsteater |
| 2014 |                    | Flotten, Hemmet, Sandlådan 2014 Kent Andersson, Bengt Bratt och Mattias Andersson | Mattias Andersson | Göteborgs stadsteater |

### Regi (ej komplett)
| År   | Produktion        | Upphovsmän     | Teater                  |
| ---- | ----------------- | -------------- | ----------------------- |
| 1987 | Chang Eng         | Göran Tunström | Stockholms stadsteater  |
| 2002 | Tiden är vårt hem | Lars Norén     | Skillinge Teater        |
| 2007 | VD                | Stig Larsson   | Teaterhögskolan i Malmö |